# 天山號巡防艦
天山號巡防艦（PF-815）是中華民國海軍山字級巡防艦的首艦，1995年10月1日除役前於海軍131艦隊服役，負責在台灣海峽中執行護航與反走私、反偷渡等任務。本艦於美國海軍服役時的艦名為克萊恩史密斯（Kleinsmith , APD-134），第二次世界大战後主要被部署美國東岸與地中海地區。

## 艦歷

### 美國海軍
本艦於1944年8月8日在密西根州貝城迪福造船公司開工，翌年1月27日舉行下水儀式，並以中途岛海战中陣亡的查爾斯·克萊斯密斯（Charles Kleinsmith）三等士官長的姓氏將其命名為「克萊恩史密斯」（Kleinsmith）。1945年7月12日成軍後，該艦在關塔那摩灣海軍基地進行了成軍訓練，隨後赴西太平洋地區以在沖繩島中城灣與日本本島間輸送兵力與物資。1946年2月21日，克萊恩史密斯號高速運輸艦完成了在日本的任務，並將118名退役美軍自日本佐世保市載回位於美國西岸的旧金山，隨後又經巴拿马运河回到母港诺福克海军基地修整。在接下來的六年內，克萊恩史密斯號高速運輸艦持續在拉布拉多海至委內瑞拉外海間執行反潛與兩棲作戰任務，並於1951年1月15日至2月6日間參與理查德·威德马克與达纳·安德鲁斯合演的好萊塢二戰電影「蛙人」（The Frogmen）的拍攝。完成拍攝後，該艦被派往地中海以支援美國海軍第六艦隊於該區域的兩棲演習任務，後於同年7月6日回到美國東岸的小溪兩棲基地以進行大修。翌年7月19日，完成大修的克萊恩史密斯號高速運輸艦又被部署至第六艦隊的責任區，隨後於四個月內接連造訪法國科唐坦地区瑟堡與葡萄牙里斯本，最後返回美國東岸，並在接下來的兩年內進行了多場訓練與演習任務。
1954年8月7日，克萊恩史密斯號高速運輸艦第三度被部署至地中海地區，在西班牙卡塔赫納與土耳其伊斯坦堡等地執行了各項任務，並在隔年1月29日回到小溪兩棲基地進行反潛與兩棲作戰訓練，7月29日返抵母港諾福克基地，並持續在美國東岸值勤，故未參與第六艦隊於第二次中东战争時期的撤僑行動。1957年1月9日，應時任阿曼國王侯赛因·本·塔拉勒之請求，本艦與第六艦隊的其他艦艇被派往東地中海地區以平定埃及操控的內亂活動。克萊恩史密斯號高速運輸艦持續停留在黎凡特地區的外海至內亂平息，隨後於希臘罗得岛整補，再於同年1月7日返抵小溪兩棲基地。兩個月後，該艦再被派往東地中海以監控向敘利亞運送武器的蘇聯艦艇，並在該區域值勤至11月。1959年10月24日，本艦協助56名美國公民與3名外國人撤離內戰中的古巴，返抵美國後又由聖老楞佐海道進入五大湖區修整，準備將其贈與中華民國海軍。

### 中華民國海軍
1960年初，中華民國海軍派出由楊姓中校帶領的20人團隊前往美國圣迭戈海军基地進行接艦訓練，隨後由美軍與接艦團隊一同將本艦開回左營港。5月16日，中華民國海軍依《中美共同防禦條約》接收本艦，並將其命名為「天山」（APD-815），編入驅逐艦隊212戰隊。服役後的天山號高速運輸艦曾多次在兩棲作戰演習中擔任主控任務艦，並在1967年5月1日被編入民國56年度敦睦遠航訓練支隊，訪問韓國、關島、琉球與菲律賓。同年12月1日，該艦的舷號被改為APD-215，編入兩棲艦隊，後又於1978年4月16日改隸131艦隊，舷號改為代表巡防艦的PF-615，再於1979年10月1日改為PF-815。
1981年1月1日，天山號巡防艦執行「復山工程」以延長艦體的使用壽命，並於1988年7月1日減裝，拆除主砲外的所有武裝，人員編制也大幅減少。服役後期的天山號巡防艦主要負責在台灣海峽中執行護航與反走私、反偷渡等任務，也曾於1991年11月7日監控通過海峽的蘇聯海軍艦隊。本艦最終於1995年10月1日除役，後售予民間廠商拆解。

## 歷任艦長
| 美國海軍        | 美國海軍                 | 美國海軍 | 美國海軍       | 美國海軍       |
| 順序            | 姓名                     | 軍銜     | 上任日期       | 卸任日期       |
| --------------- | ------------------------ | -------- | -------------- | -------------- |
| 1               | Laborde, Alden James     | 少校     | 1945年7月12日  | 1945年11月19日 |
| 2               | Chatham Jr., Alex        | 上尉     | 1945年11月19日 | 1945年11月24日 |
| 3               | Kissam, Gordon Denslow   | 少校     | 1945年11月24日 | 1946年7月1日   |
| 4               | Botten, James Warren     | 少校     | 1946年7月1日   | 1948年         |
| 5               | Hall Jr., Harvey Wright  | 少校     | 1948年         | 1950年         |
| 6               | Butler, Francis Andrew   | 少校     | 1951年         | ?              |
| 7               | Price Jr.., Ogle W.      | 中校     | 1954年         | ?              |
| 8               | Keichner, William Warren | 少校     | 1955年         | 1957年8月14日  |
| 9               | Plante, Richard Joseph   | 少校     | 1957年8月14日  | 1958年12月3日  |
| 10              | Schwemley, Paul Albert   | 少校     | 1958年12月3日  | 1960年2月13日  |
| 11              | Taylor, Waymon           | 少校     | 1960年2月13日  | 1960年5月16日  |
| 中華民國海軍:21 |                          |          |                |                |
| 1               | 陳振民                   | 上校     | 1960年5月16日  | 1962年2月15日  |
| 2               | 趙慶吉                   | 上校     | 1962年2月16日  | 1963年8月30日  |
| 3               | 王述謖                   | 上校     | 1963年9月1日   | 1965年5月1日   |
| 4               | 沈鐸                     | 上校     | 1965年5月1日   | 1966年5月15日  |
| 5               | 華紹武                   | 上校     | 1966年5月16日  | 1967年6月30日  |
| 6               | 吳裕潤                   | 上校     | 1967年7月1日   | 1968年9月15日  |
| 7               | 李宗傑                   | 上校     | 1968年9月16日  | 1970年5月2日   |
| 8               | 丁連原                   | 上校     | 1970年4月25日  | 1971年6月24日  |
| 9               | 南登岳                   | 上校     | 1971年6月24日  | 1972年8月24日  |
| 10              | 黎航                     | 上校     | 1972年7月11日  | 1973年6月15日  |
| 11              | 成志淵                   | 中校     | 1973年6月16日  | 1975年6月2日   |
| 12              | 藍成龍                   | 中校     | 1975年6月2日   | 1977年1月28日  |
| 13              | 張慎之                   | 中校     | 1977年1月28日  | 1977年8月31日  |
| 14              | 黃清和                   | 中校     | 1977年8月31日  | 1979年7月16日  |
| 15              | 蘭寧利                   | 中校     | 1979年7月16日  | 1981年7月16日  |
| 16              | 黃正雲                   | 中校     | 1981年7月16日  | 1983年7月31日  |
| 17              | 張義堅                   | 中校     | 1983年7月31日  | 1985年7月16日  |
| 18              | 謝國榆                   | 中校     | 1985年7月16日  | 1986年12月16日 |
| 19              | 宣蓬萊                   | 中校     | 1986年12月16日 | 1988年1月16日  |
| 20              | 吳宋競                   | 中校     | 1988年1月16日  | 1989年4月1日   |
| 21              | 葉松荷                   | 中校     | 1989年4月1日   | 1990年7月1日   |
| 22              | 焦海濤                   | 中校     | 1990年7月1日   | 1991年7月31日  |
| 23              | 劉孟鴻                   | 中校     | 1991年8月1日   | 1992年11月16日 |
| 24              | 李興                     | 中校     | 1992年11月16日 | 1994年3月16日  |
| 25              | 朱從榮                   | 中校     | 1994年3月16日  | 1995年10月1日  |

## 獲得榮譽
|  |  | |
|  |  | Width=44 scarlet ribbon with a central width-4 golden yellow stripe, flanked by pairs of width-1 scarlet, white, Old Glory blue, and white stripes |

| 中國服役獎章 「延長」橫扣 | 美國戰役獎章                  | 亞太戰役獎章   |
| 二戰勝利獎章              | 海軍佔領服役獎章 「亞洲」橫扣 | 國防部服役獎章 |

## 圖集
- 伊利诺伊河上的克萊恩史密斯號
- 正前往關塔那摩灣的克萊恩史密斯號
- 克萊恩史密斯號的主桅